# Čučak
Čučak je naselje u Hrvatskoj u općini Brod Moravice. Nalazi se u Primorsko-goranskoj županiji.

## Zemljopis
Sjeverozapadno je Zahrt, Pauci i Šepci Podstenski, sjeveroistočno su Moravička Sela, Delači, Maklen i Gornji Kuti, istočno su Lokvica i Brod Moravice, južno je Gornja Dobra, jugoistočno je Donja Dobra.

## Stanovništvo
| broj stanovnika | 54    | 61    | 69    | 68    | 58    | 60    | 59    | 43    | 44    | 41    | 37    | 39    | 19    | 13    | 7     | 10    | 5     |
|                 | 1857. | 1869. | 1880. | 1890. | 1900. | 1910. | 1921. | 1931. | 1948. | 1953. | 1961. | 1971. | 1981. | 1991. | 2001. | 2011. | 2021. |